# 墨西卡利哨兵队
墨西卡利哨兵队，新美国篮球协会的一支墨西哥球队，球队位于墨西哥的墨西卡利，球队2006年加盟了美国篮球协会联盟。